# 凱爾文·馬特烏斯·德·奧利韋拉
凱爾文·馬特烏斯·德·奧利韋拉（葡萄牙語：Kelvin Mateus de Oliveira，1993年6月1日—），通稱凱爾文，巴西足球員，司職翼鋒。2012-14年是葡超班霸波爾圖的替補翼鋒，2012-13賽季結束前倒數第二場波爾圖對死敵賓菲加，賽前波爾圖排第二，賓菲加排第一，賽果決定聯賽冠軍誰屬，凱爾文後備上陣在下半場補時2分鐘左腳停球順勢凌空抽射破網，為生涯代表作，助波爾圖後上奪冠。由於該比賽的重要性，加上他是後備上陣，另外對方主帥沮喪跪地，己方主帥激動滿場跑，種種經典一幕，令這球長年入選「最後時刻關鍵入球」的評選。現效力巴乙维拉诺瓦，曾入選巴西U21。

## 引用文獻
1. ↑  FC Porto 2–1 Benfica tactical breakdown （页面存档备份，存于）; PortuGOAL, 11 May 2013
2. ↑   [Rui Águas and Kelvin: they will tell you how to decide a classic]. Mais Futebol. 23 April 2015  [29 May 2015]. （原始内容存档于2017-11-07） （葡萄牙语）.